# Peter Župník

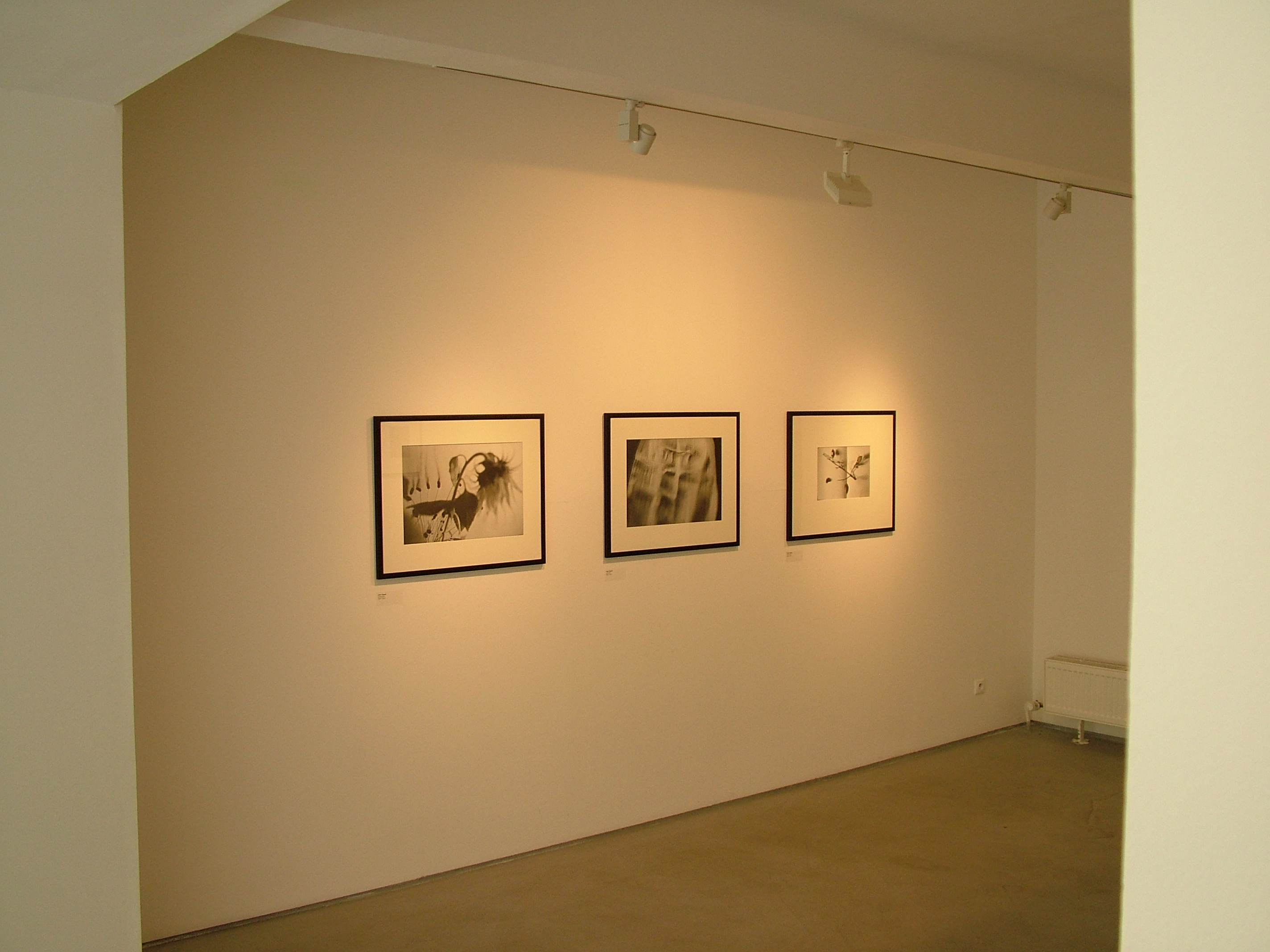
Photographies de Peter Župník à l'exposition Obrazy z dějin fotografie české à la Galerie Václav Špála, 2011

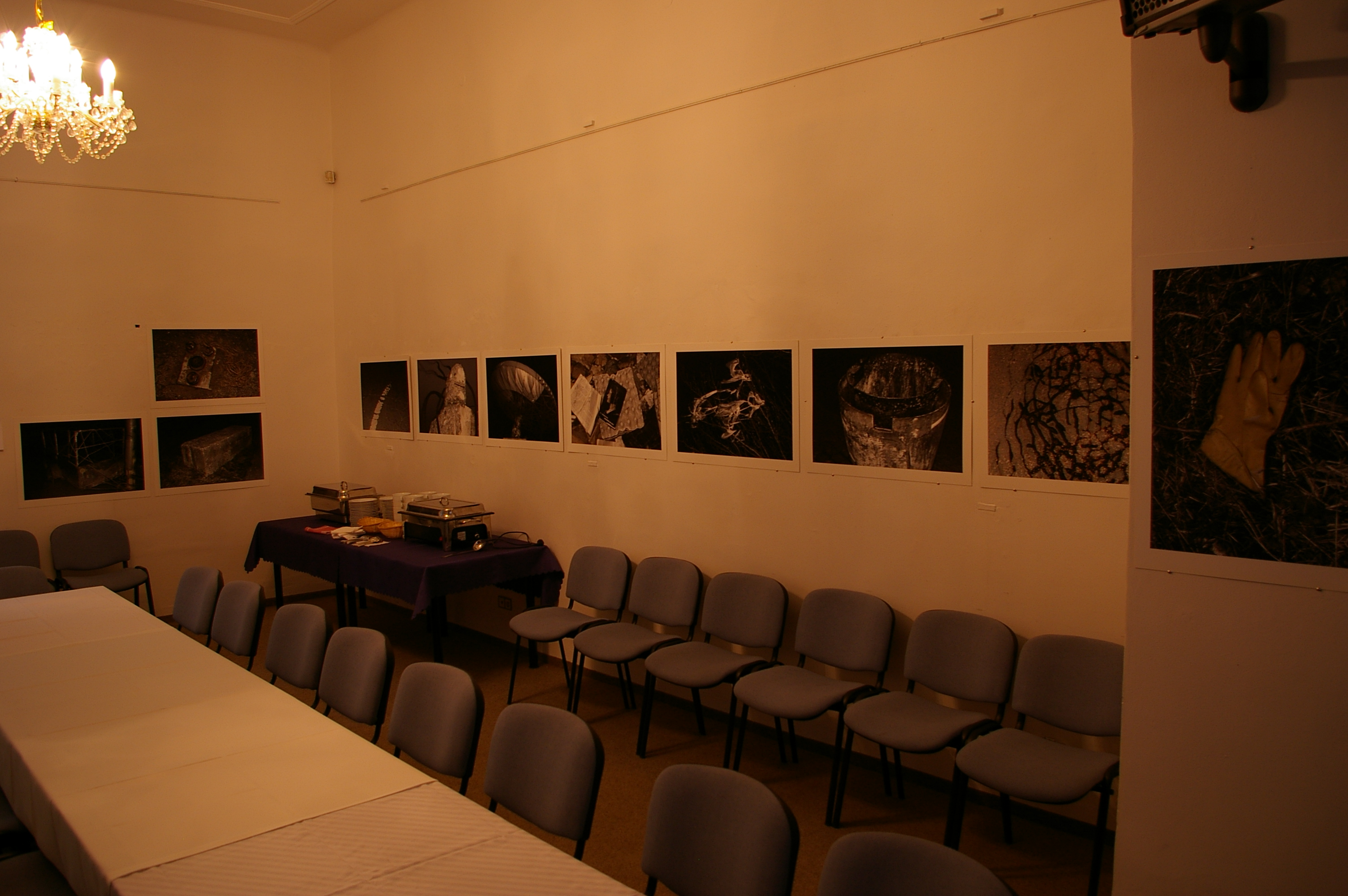
Exposition individuelle dans le cadre du Mois de la photographie de Bratislava, 2012

Peter Župník, né le 14 août 1961 à Levoča, est un photographe slovaque installé à Paris.

## Biographie
Après une scolarité de 1976 à 1980 au lycée d'arts appliqués de Košice (spécialisation en photographie appliquée), Peter Župník obtient en 1986 un diplôme de photographe de la FAMU à Prague.
Depuis 1995, il est basé à Paris. Il se consacre à la photographie documentaire et à la photographie d'art, en modifiant le sens des objets affichés par des techniques de peinture. Il appartient à la « nouvelle vague (sk) » slovaque avec Vasil Stanko (cs), Tono Stano, Kamil Varga (cs), Miro Švolík (cs) et Rudo Prekop, qui a déconstruit dans la première moitié des années 1980 les clichés de la photographie mise en scène.

### Expositions
Peter Župník a participé à diverses expositions dont celle de la collection PPF Images de l'histoire de la photographie tchèque à la galerie Václav Špála, 2011.

## Publications
- (cs + en) Lucia Fišerová, Derek Paton, Marzia Paton et Peter Župník, Peter Župník, Prague, New York, Torst, 2010 (ISBN 978-80-7215-400-5)